# Sporobolus temomairemensis
Sporobolus temomairemensis är en gräsart som beskrevs av Emmet J. Judziewicz och Paul M. Peterson. Sporobolus temomairemensis ingår i släktet droppgräs, och familjen gräs. Inga underarter finns listade i Catalogue of Life.